# جيف فان درو
جيف فـان درو (بالإنجليزية: Jeff Van Drew)‏ هو سياسي أمريكي، ولد في 23 فبراير 1953 في نيويورك في الولايات المتحدة. حزبياً، نشط في الحزب الديمقراطي. وقد انتخب عضو مجلس ولاية نيوجيرسي وانتخب عضو جمعية نيوجيرسي العامة.

## وصلات خارجية
- الموقع الرسمي